# Shogo (ファッションモデル)
Shogo（ショーゴ、1985年8月13日 - ）は、日本の男性ファッションモデル。本名、岡田 章吾（おかだ しょうご）。
愛知県出身。BARK IN STYLE（バークインスタイル）所属。

## 人物・来歴
- 海外でもモデル活動をしており、エリート・モデル・マネジメント（香港事務所）にも所属している[1]。
- 元サッカー選手でJリーグジェフユナイテッド千葉のアマチュアチームであるジェフユナイテッド市原・千葉アマチュア（現・リザーブズ）に所属していた。ポジションはゴールキーパー。
- インターハイ全国3位、全国高等学校サッカー選手権大会出場、県ベストイレブン、社会人国体出場県代表。
- 2011年4月より東日本大震災で被災した石巻市でボランティア活動を開始。その後、ボランティアチーム[this is a pen]を立ち上げて、中心メンバーとして継続的な支援活動を行った[2]。
- 2012年4月に同じ事務所の花楓 と結婚。結婚式はサプライズで石巻市でも挙げられた[2]。
- 2013年3月に第1子（男児）が誕生[3]。

## 主な出演

### CM
- マクドナルド
- AEON 「TOP VALUE Tシャツ」
- 花王 「メンズビオレ」（シンガポール）

### 雑誌
- FINEBOYS
- Gainer
- smart
- Street Jack
- Samurai magazine
- Ollie

### ショー
- 東京コレクション
- SMART X LAFORET
- Talking about abstruction
- ROSSIGNOL 100 years

### 広告
- アディダス
- 丸井
- エヴィスジーンズ
- タケオキクチ